# 橫山腳
橫山腳（英語：Wang Shan Keuk）是香港新界北區沙頭角的一條已荒廢村落，位於八仙嶺純陽峰北麓山腰，是衛奕信徑第十段原「橫七古道」的中途點，在七木橋和涌背、䃟頭窰之間。橫山腳村民已於1960年代初全體遷到沙頭角公路旁的橫山腳新村。

## 歷史
橫山腳原是一條客家原居民村落，居民全部姓陳，1735年（時維雍正十三年）由祖籍福建汀州遷入，清乾隆年間由陳氏先祖尚祟尚瓊二公開基建村，可分為上橫山腳和下橫山腳。橫山指八仙嶺之山脈，「橫山腳」則指八仙嶺山脈之腳下。七木橋和橫山腳兩村位於山中，開村先賢以沙泥石塊堆砌成現今橫七古道，成為來往沙頭角和大埔售賣農作物的要道。道光年間，沙頭角各村成立沙頭角十約，橫山腳隸屬於第十約南約，包括烏蛟騰、涌背和涌尾等鄉村。1911年，上下橫山腳村分別有居民32人和43人。
香港日治時期，八仙嶺山區是東江游擊隊的據點。1942年，游擊隊以橫山腳關帝廟作為駐地。
戰後時期，七木橋和橫山腳兩村合辦橋山學校，課室設於下七木橋水月宮的兩側偏殿，是一所政府津貼小學，高峰期有60至70名學生就讀。橫山腳沒有車路可到達，交通不便，再加上村民的農作物常受到山上的野豬侵擾，損失不菲，居民數目大幅流失。1959年至1961年，全體村民遷徙至沙頭角大塘湖附近梧桐河邊位置，是為橫山腳新村，橋山學校同期停辦。
橫山腳有著名村民陳祖澤。漁農自然護理署於橫山腳原址（八仙嶺自然教育徑）豎起橫山腳上下兩村之位置牌，並建有頁岩小徑前往鹿頸郊野公園管理站（即衛奕信徑終點）。

## 地標
- 陳氏家祠遺跡
- 關帝廟遺跡[13]

## 資料來源與註釋
1. ↑  . www.oasistrek.com.   [2023-01-10]. （原始内容存档于2023-01-10） （中文（繁體））.
2. ↑  《香港新界北部鄉村之歷史與風貌》蕭國健著，顯朝書室叢書：第14頁，己部˙沙頭角十約於香港新界境內各村姓氏源流。
3. ↑  .   [2022-06-16]. （原始内容存档于2022-06-01）.
4. ↑  . 嶺南大學. （原始内容存档于2023-01-27）.
5. ↑  香港老戰士聯誼會. . 共融網絡. 2013.
6. ↑  劉智鵬， 劉蜀永. . 商務印書館. 2022.
7. ↑  陳達明. . 環球(國際). 2000.
8. ↑  . 華僑日報. 1977-12-19.
9. ↑  胡殷. . 星島日報. 1959.
10. ↑  健行之友. . （原始内容存档于2023-01-10）.
11. ↑  介子. . 野外. 1976-1977  [2023-01-10]. （原始内容存档于2022-05-26）.
12. ↑  . South China Morning Post. 2016-03-12. （原始内容存档于2023-01-27） （英语）.
13. ↑  . 香港商报. 2020-01-20  [2023-01-27]. （原始内容存档于2023-01-27）.